# Stanislao Cannizzaro

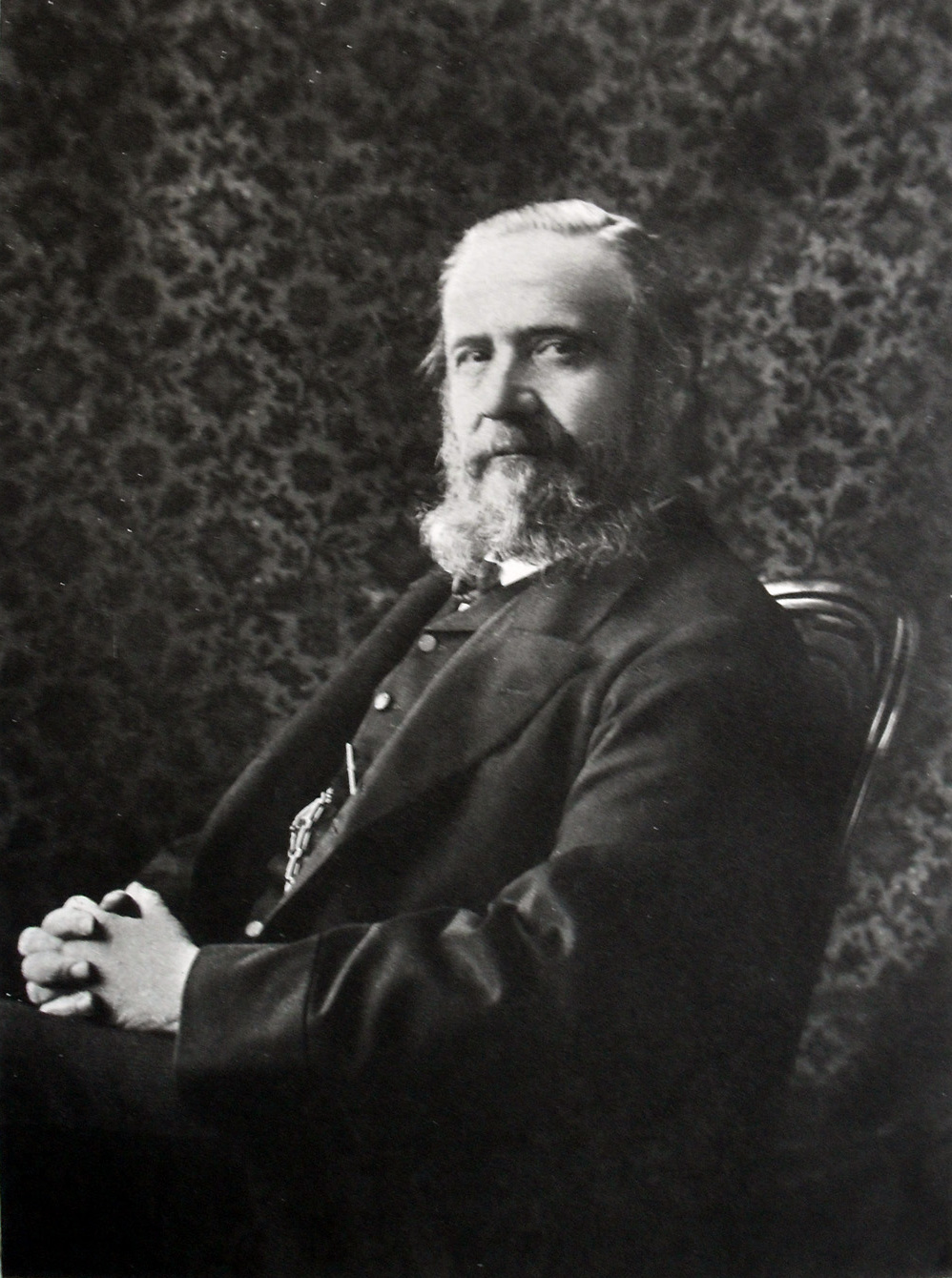
Stanislao Cannizzaro

Stanislao Cannizzaro (* 13. Juli 1826 in Palermo; † 10. Mai 1910 in Rom) war ein italienischer Chemiker und Politiker. Cannizzaro klärte den Unterschied von Atom- und Molekulargewicht auf. Er erkannte, dass Wasserstoffgas als Molekül vorliegt und verhalf der Chemie zu richtigen Summenformeln. Er fand ein Darstellungsverfahren für Carbonsäuren und Alkohole aus den entsprechenden Aldehyden und untersuchte die Photochemie von Santonin.
Cannizzaro unterstützte die italienische Einigungsbewegung und Garibaldis Aufstand in Sizilien. Für kurze Zeit war er Mitglied der sizilianischen Regierung. Er leitete den Ausbau der Chemieabteilung der Universität Palermo. Später wurde er zum Senator ernannt und zog nach Rom.
Seine wissenschaftliche Schule prägte Chemikergenerationen in Italien und brachte zahlreiche Industriechemiker sowie spätere Professoren hervor. Bekannte Schüler waren Raffaello Nasini,  Francesco Mauro, Augusto Piccini und Emanuele Paternò, mit dem er gemeinsam die Fachzeitschrift Gazzetta Chimica Italiana gründete.

## Leben
Cannizzaro wurde 1826 in Palermo als Sohn des Magistrats Mariano Cannizzaro, der ab 1826 Generaldirektor der Polizei und ab 1827 Präsident des Rechnungshofs von Sizilien war, und Anna Di Benedetto geboren. Als jüngstes von zehn Kindern der Familie lernte er zum Teil zu Hause, zum Teil im städtischen Gymnasium von Palermo und nach dem Tod seines Vaters an der königlichen Internatsschule Carolina Calasanzio Grammatik, Rhetorik, Poesie, Philosophie, Mathematik und Geographie.
Er erhielt bereits mit 15 Jahren eine Auszeichnung in Mathematik. Bei einer Cholera-Epidemie 1837 verlor er zwei Brüder und wurde selbst infiziert. Cannizzaro studierte zwischen 1841 und 1845 Medizin in Palermo, mit 19 Jahren hatte er bereits drei wissenschaftliche Arbeiten veröffentlicht. Im Jahr 1845 wurde er Assistent in Pisa bei Raffaele Piria, der die Salicylsäure, einen schmerzlindernden Bestandteil der Weidenrinde, isoliert hatte. Er war eng mit Cesare Bertagnini befreundet, einem anderen Assistenten von Piria, der die Reaktion von Aldehyden mit Alkalisulfit entdeckt hatte.
1847 nahm Cannizzaro an der Aufstandsbewegung Garibaldis zur Einigung Italiens teil. Er wurde Artillerieoffizier und jüngster Abgeordneter der Bewegung. Der Aufstand wurde niedergeschlagen und Cannizzaro flüchtete nach Marseille, da er 1849 in Messina in Abwesenheit zum Tode verurteilt worden war. Er verbrachte drei Jahre in Paris und setzte seine chemische Ausbildung im Labor von Eugène Chevreul fort. In Paris beschäftigte sich Cannizzaro zusammen mit François Stanislas Cloez mit der Synthese von Cyanamid. 1851 kehrte er nach Italien zurück; zunächst bekam er eine Anstellung als Professor in Alessandria.
1851 wurde er Professor für Physikalische Chemie am Collegio Nazionale in Alessandria. Cannizzaro sorgte für eine Vereinheitlichung der damals unverstandenen Verhältnisse von Atom und Molekül und griff auf das Gesetz von Avogadro zurück. Seine Schüler wie Nasini und Paternò widmeten einen großen Teil ihrer Forschung der Bestimmung des Molekulargewichts von Substanzen, etwa mit der von François Marie Raoult entwickelten Kryoskopie. Er war Professor an den Universitäten von Genua (1855),  Palermo (1861–1871) und schließlich ab 1871 in Rom. In Rom studierte Cannizzaro verschiedene Naturstoffe, insbesondere Santonin. 1871 wurde er zum Senator ernannt.

## Werk

### Cannizzaro-Reaktion
Im Hause Bertagninis in Pisa fand er, dass aus Benzaldehyd im alkalischen Medium Benzylalkohol und Benzoesäure entstehen. Diese Reaktion erhielt als Cannizzaro-Reaktion seinen Namen. Ein Teil des Benzaldehyds wird zu Benzylalkohol reduziert, der andere Teil wird zu Benzoesäure oxidiert. Durch Destillation des Benzylalkohols konnte er den ersten aromatischen primären Alkohol gewinnen. Seine Arbeit wurde 1853 in Liebigs Annalen veröffentlicht.

### Arbeiten über das Atomgewicht
Wegweisend war Cannizzaros Bedeutung durch eine klare Herausarbeitung von Atomgewicht und Molekulargewicht. Bereits der italienische Physiker Amedeo Avogadro hatte 1811 die Hypothese veröffentlicht, dass gleiche Volumina eines beliebigen Gases bei identischen Druck- und Temperaturbedingungen die gleiche Anzahl von Teilchen enthalten (siehe Avogadrosches Gesetz und Avogadro-Konstante). Avogadro unterschied bei Teilchen in der Gasphase zwischen Atomen (molécules élémentaires) und Molekülen (molécules intégrantes) und vermutete, dass Atome in der Gasphase nicht einzeln vorliegen, sondern als gepaarte Atome. Diese Ideen waren lange Zeit in Vergessenheit geraten.
Der einflussreiche Chemiker Jöns Jakob Berzelius führte den Begriff des Atoms ein. An die Stelle des von Avogadro geprägten Begriffes von elementaren Molekülen setzte er den Begriff des Atoms. Durch den Namensaustausch wurde jedoch eine Quelle für spätere Verwirrungen geschaffen. Das Atom war für ihn ein elementares und ungebundenes Teilchen. Für elementare Gase wie Wasserstoff bedeutete dies, dass sie ebenfalls ungebunden im Gasraum vorliegen. Nach der Molekültheorie von Berzelius waren Moleküle teilbare Stoffe, so dass sich damals eine falsche Vorstellung über Moleküle und Atome im Gasraum bildete. Zur weiteren Verwirrung trug auch der Bezugspunkt für die Atomgewichte bei; Sauerstoff wurde Bezugspunkt und erhielt das willkürliche Atomgewicht 100.
Charles Frédéric Gerhardt fand im Jahr 1842 bei Bestimmungen von Gasdichten organischer Verbindungen, dass es Schwierigkeiten mit der Bestimmung der molekularen Größe gab. Hiernach müsste einem Äquivalent Wasser die Summenformel H4O2 zukommen und dem Kohlenstoffdioxid die Formel C2O4 oder die Molekülgröße wäre zu halbieren. Gerhardt schlug vor, die Molekülgröße zu teilen. Damit erhielt der Kohlenstoff das Äquivalentgewicht 12, der Sauerstoff den Wert 16, der Schwefel den Wert 32. Gerhardt hatte durch Äquivalentgewichte noch nicht Atom- und Molekülgewichte unterschieden. Er hatte noch angenommen, dass ein Molekül eines einheitlichen Gases, eines Stoffes, nicht teilbar sei. Gerhardt meinte, dass bestimmte Moleküle beziehungsweise Atome 1, 2, 4 Volumenteile einnehmen können. Für Oxide wurde die Situation noch komplizierter, da mehrere Atomgewichte für das gleiche Element in unterschiedlichen Verbindungen möglich waren. Gerhardts Thesen führten zu falschen Atomgewichten bei den Metallen, so dass viele andere Chemiker Gerhardts Thesen ablehnten.
Große Bedeutung für die moderne Molekulartheorie hatte die Darstellung der metallorganischen Verbindung Diethylzink durch Edward Frankland. Gasdichte und chemische Zusammensetzung von Diethylzink wurden von Cannizzaro sorgfältig untersucht. Nach Cannizzaros Überlegungen musste dem Zink ein doppelt so hohes Atomgewicht wie Gerhardt es vorher angenommen hatte gegeben werden. Wasserstoffgas musste ein Molekül aus zwei Atomen sein, jedes Wasserstoffatom musste die Atommasse 1 besitzen. Die Ethylgruppe im Zinkethyl musste zweimal im gasförmigen Molekül vorkommen.

### Chemikerkongress 1860 in Karlsruhe

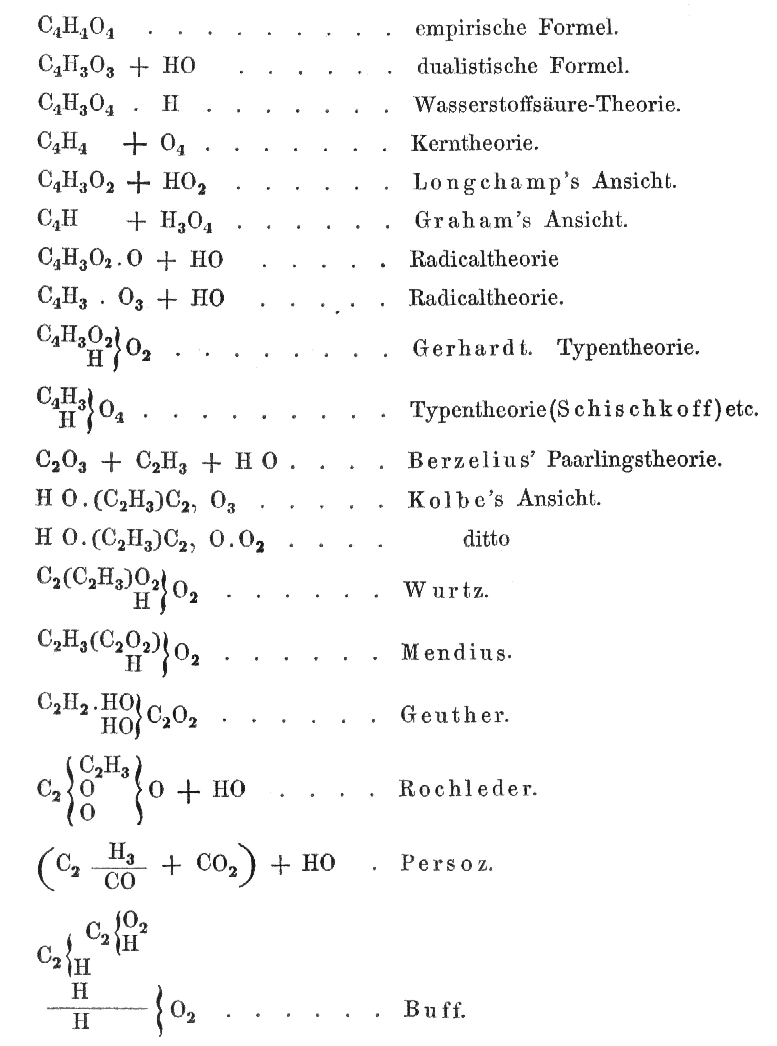
Verschiedene Formeln der Essigsäure in Kekulé’s „Lehrbuch der Organischen Chemie“

August Kekulé lud im Jahre 1860 alle namhaften Chemiker der Welt zu einem Kongress nach Karlsruhe ein. Der Kongress wurde einberufen, um eine Diskussion über die chemische Nomenklatur, die Notation und die Atommassen unter den europäischen Chemikern zu ermöglichen. Die Organisation, Einladung und Förderung der Konferenz wurde von August Kekulé, Adolphe Wurtz und Karl Weltzien übernommen. Als Beispiel für die Probleme, mit denen die Delegierten konfrontiert waren, gab Kekulé in seinem „Lehrbuch der Organischen Chemie“ neunzehn verschiedene Formeln an, die von Chemikern für Essigsäure verwendet wurden.
Weiterhin sollten Cannizzaros Ideen bezüglich des Atomgewichtes bekannt gemacht werden. Beim Chemikerkongress 1860 in Karlsruhe wurden die anwesenden Chemiker in klarer Form durch eine kurze Ausarbeitung von Cannizzaro unterrichtet. Sein Werk Sunto di un corso di filosofia chimica (dtsch. Zusammenfassung eines Kurses in chemischer Philosophie), geschrieben in Form eines Briefes an Sebastiano de Luca im Jahr 1858, als Cannizzaro Professor für Chemie an der Universität von Genua war, gab einen Überblick über ein Unterrichtsprogramm, das auf grundlegenden Schlussfolgerungen auf Basis der Atomtheorie beruhte. Cannizzaros Veröffentlichung lenkte die Aufmerksamkeit vieler anwesenden Chemiker auf die Arbeiten von Avogadro und sorgte für ein einheitliches und konsistentes System von Formeln sowie Atom-, Äquivalent- und Molekulargewichten.
Die Kongressteilnehmer votierten für die neue Form des Atomgewichtes. Die Begründer des Periodensystems Lothar Meyer und Dmitri Iwanowitsch Mendelejew besuchten den Kongress und erhielten wesentliche Anregungen für die Entwicklung des Periodensystems. Cannizzaro wurden daraufhin mehrere Professuren an verschiedenen Universitäten angeboten. Er entschied sich jedoch für Palermo, seine Heimatstadt.

## Auszeichnungen und Ehrungen

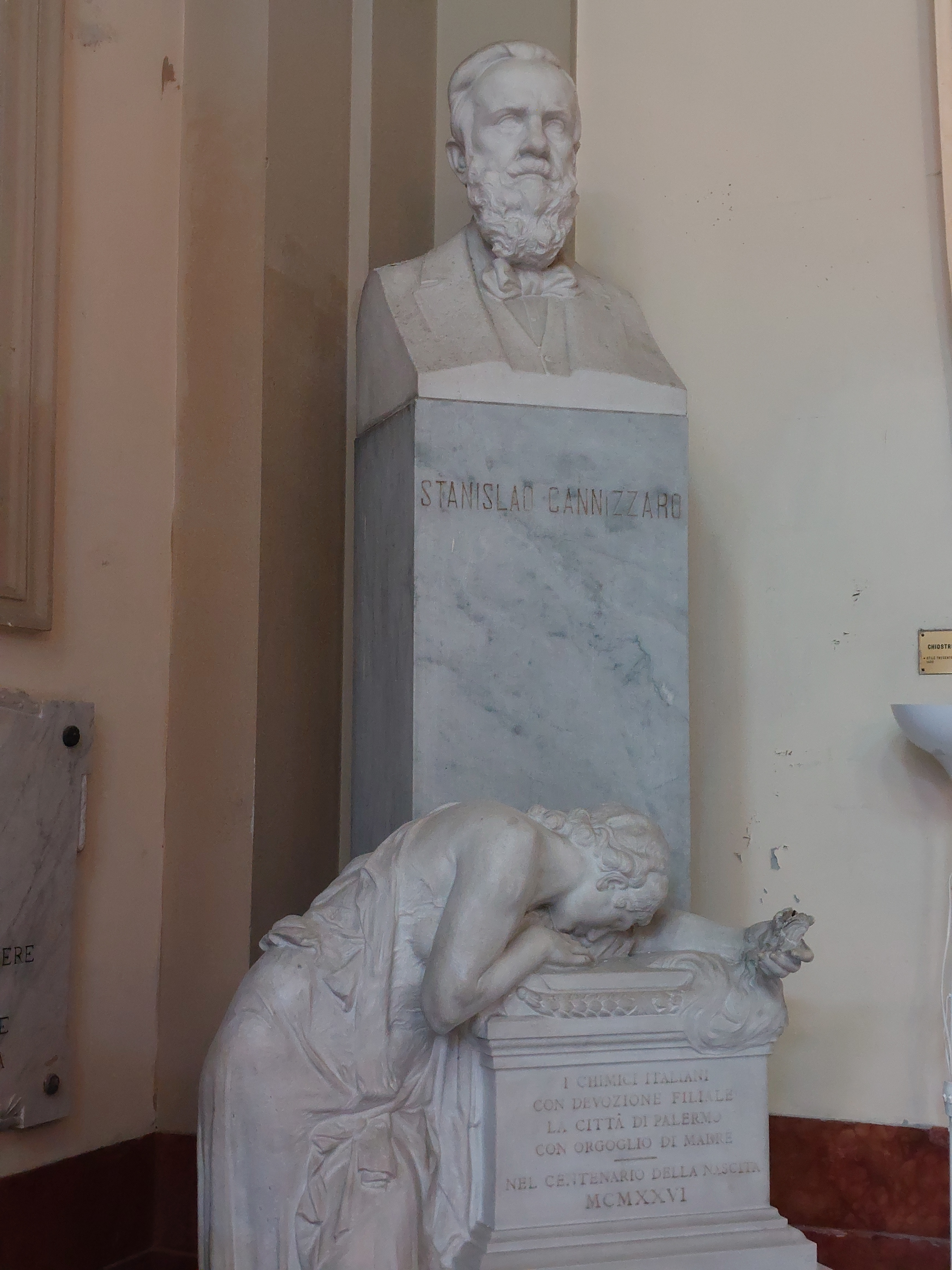
Büste von Cannizzaro in der Kirche San Domenico in Palermo

Für die von ihm entdeckte Methode zur Bestimmung der Atomgewichte aus der spezifischen Wärme flüchtiger Stoffe erhielt er die Copley-Medaille der britischen Royal Society. Deren auswärtiges Mitglied war er seit 1889.
1864 wurde er Mitglied der Accademia dei XL, 1871 wurde er zum Senator ernannt, ab 1873 war er ordentliches Mitglied der Accademia dei Lincei in Rom, ab 1888 korrespondierendes Mitglied der Preußischen Akademie der Wissenschaften und ab 1889 auswärtiges Mitglied der Bayerischen Akademie der Wissenschaften. 1889 wurde er als korrespondierendes Mitglied in die Russische Akademie der Wissenschaften in Sankt Petersburg und 1894 in die Académie des sciences in Paris aufgenommen. 1895 wurde er assoziiertes Mitglied der Académie royale des Sciences, des Lettres et des Beaux-Arts de Belgique und 1897 Ehrenmitglied (Honorary Fellow) der Royal Society of Edinburgh. 1926 führte die Società chimica italiana eine Centenarfeier durch.
In Palermo, Vittoria und Rom sind naturwissenschaftliche Gymnasien nach ihm benannt. Das 1924 von Ferruccio Zambonini, Ottorino De Fiore und Guido Carobbi erstbeschriebene Mineral Cannizzarit wurde nach ihm benannt. 1970 wurde der Mondkrater Cannizzaro nach ihm benannt. Die Società Chimica Italiana vergibt zu Ehren Cannizzaros die Medaglia d´Oro Stanislao Cannizzaro. Die European Chemical Society zählt Cannizzaro zu den 100 angesehensten europäischen Chemikern.

## Werke

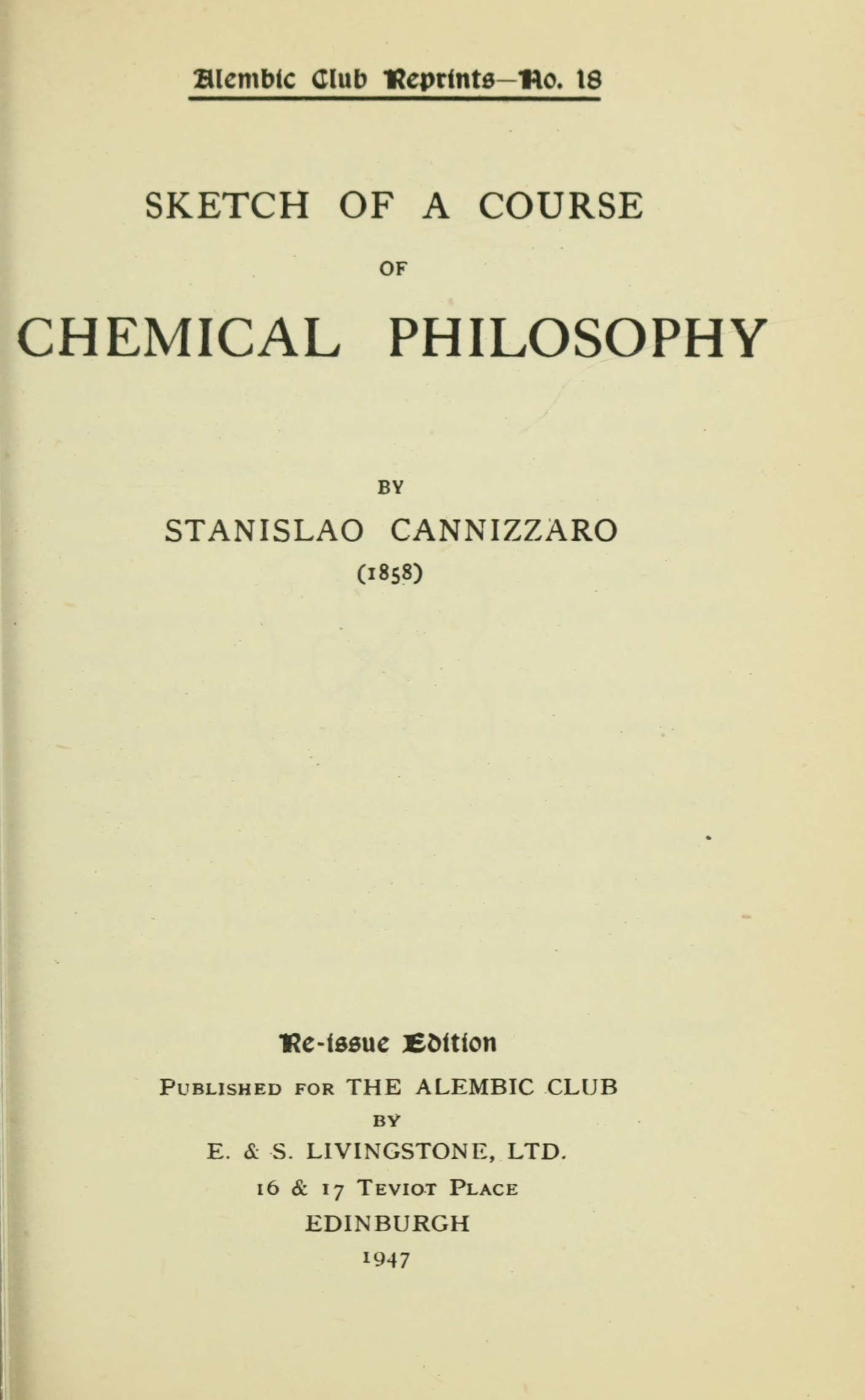
Sketch of a course of chemical philosophy (Sunto di un corso di filosofia chimica), 1947

- Sunto di un corso di filosofia chimica, Genova, 1858.
  - Sketch of a course of chemical philosophy. Livingstone, Edinburgh 1947 (englisch, beic.it).
- Scritti intorno alla teoria molecolare ed atomica ed alla notazione chimica, „Lo Statuto“ (Palermo), 1896.
- Scritti vari e lettere inedite nel centenario della nascita, Roma, 1926.